# Blue Angel (álbum)
Blue Angel es un álbum lanzado en 1980 por la banda del mismo nombre. La banda fue muy de corta duración y el álbum no fue un gran éxito hasta después de la carrera en solitario Cyndi Lauper. Las críticas fueron positivas; All Music le dio 4 estrellas y medio de 5.

## Listado de canciones
Listado de canciones.
| Canción                  | Escritor              | Duración |
| ------------------------ | --------------------- | -------- |
| Maybe He'll Know         | Lauper, Turi          | 3:54     |
| I Had a Love             | Lauper, Turi          | 2:47     |
| Fade                     | Lauper, Turi          | 2:54     |
| Anna Blue                | Lauper, Turi          | 3:57     |
| Can't Blame Me           | Lauper, Turi          | 2:37     |
| Late                     | Brovitz, Lauper, Turi | 2:53     |
| Cut Out                  | Fowler, King, Mack    | 2:17     |
| Take a Chance            | Lauper, Turi          | 2:36     |
| Just the Other Day       | Lauper, Turi          | 2:42     |
| I'm Gonna Be Strong      | Mann, Weil            | 2:50     |
| Lorraine                 | Lauper, Turi          | 3:44     |
| Everybody's Got an Angel | Blue Angel , Gross    | 2:41     |

## Canciones que no entraron al álbum
- Don't Know
- Magazine Cover
- What a Thrill
- Witness

## Lanzamientos
1. 1980 Por Polydor Records en vinilo y casete
2. 1984 Por Polydor Records en vinilo y casete
3. 1986 Por Polydor & Reed Records en vinilo y casete
4. 2005 Por Universal Records en vinilo y CD
5. 2007 Por iTunes

## Sencillos
- «I'm Gonna Be Strong»
- «I Had a Love»
- «Late»
- «Fade»